# Ifs de La Haye-de-Routot
Les ifs de La Haye-de-Routot sont deux ifs millénaires, plantés au centre du village de La Haye-de-Routot, en France. Leur tronc creux abrite un oratoire et une chapelle.

## Caractéristiques

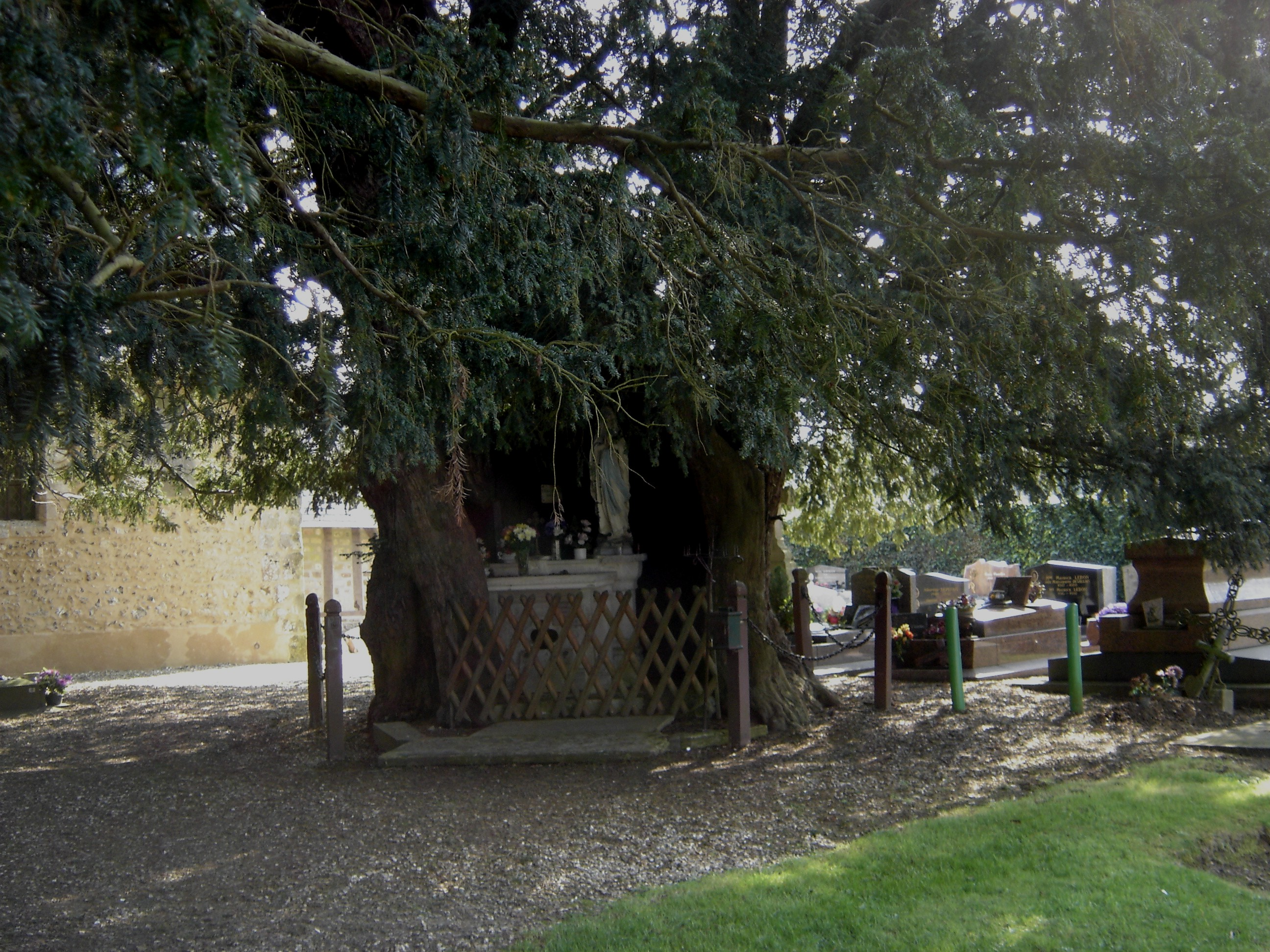
Oratoire Notre-Dame-de-Lourdes, dans le tronc de l'if ouest.

Les deux ifs communs poussent dans le centre de La Haye-de-Routot, dans l'Eure, dans le cimetière de l'église Notre-Dame. Ils dépassent les 10 m de circonférence.
À leur base, les troncs des deux ifs sont creux et abritent chacun un petit sanctuaire religieux. L'if le plus à l'est possède une chapelle dédiée à sainte Anne. Celui plus à l'ouest héberge un oratoire dédié à Notre-Dame-de-Lourdes.

## Historique
L'âge des ifs est estimé à au moins un millénaire. Si l'on attribue 1 400 ans à l'un et 1 600 ans à l'autre, ces datations ne sont pas certaines, et il est plus probable que les ifs aient autour de 1 000 ans.
En 1866, la chapelle Sainte-Anne est installée dans l'if est. Elle ne fait plus l'objet aujourd'hui de pratiques cultuelles, à la différence de l'oratoire Notre-Dame-de-Lourdes, installé dans l'if ouest en 1897. Cette cavité, ressemblant à une petite grotte, est parsemée de cierges, signalant la présence du culte marial.
En 1932, les deux ifs reçoivent la qualification de  Site inscrit (1932).
Puis en 2001, ils reçoivent le label « arbre remarquable de France » en 2001. Les pratiques cultuelles qui les entourent sont quant à elles référencées dans l'Inventaire du patrimoine culturel immatériel de la France. On relève parmi elles des festivals directement liés au végétal: "fête des légumes oubliés", festival "Orties folles". 
La présence d’anciens rites chrétiens et/ou païens christianisés est également toujours visible : chaque 16 juillet, au soir est allumé en grande cérémonie le gigantesque "feu de Saint-Clair", gigantesque bûcher dont la préparation, ponctuée elle-même de nombreuses étapes strictement codifiées, est assurée par une confrérie de charité fondée en 1496.
En 2013, un des deux Ifs, celui contenant la chapelle, a été aspergé au glyphosate et est actuellement à demi mort.